# Municipio de Woodbury (Illinois)
El municipio de Woodbury (en inglés: Woodbury Township) es un municipio ubicado en el condado de Cumberland en el estado estadounidense de Illinois. En el año 2010 tenía una población de 604 habitantes y una densidad poblacional de 10,29 personas por km².

## Geografía
El municipio de Woodbury se encuentra ubicado en las coordenadas 39°11′34″N 88°16′22″O / 39.19278, -88.27278. Según la Oficina del Censo de los Estados Unidos, el municipio tiene una superficie total de 58.69 km², de la cual 58,67 km² corresponden a tierra firme y (0,04 %) 0,02 km² es agua.

## Demografía
Según el censo de 2010, había 604 personas residiendo en el municipio de Woodbury. La densidad de población era de 10,29 hab./km². De los 604 habitantes, el municipio de Woodbury estaba compuesto por el 98,68 % blancos, el 0,17 % eran de otras razas y el 1,16 % eran de una mezcla de razas. Del total de la población el 0,5 % eran hispanos o latinos de cualquier raza.